# Klaipėda Castle Jazz Festival

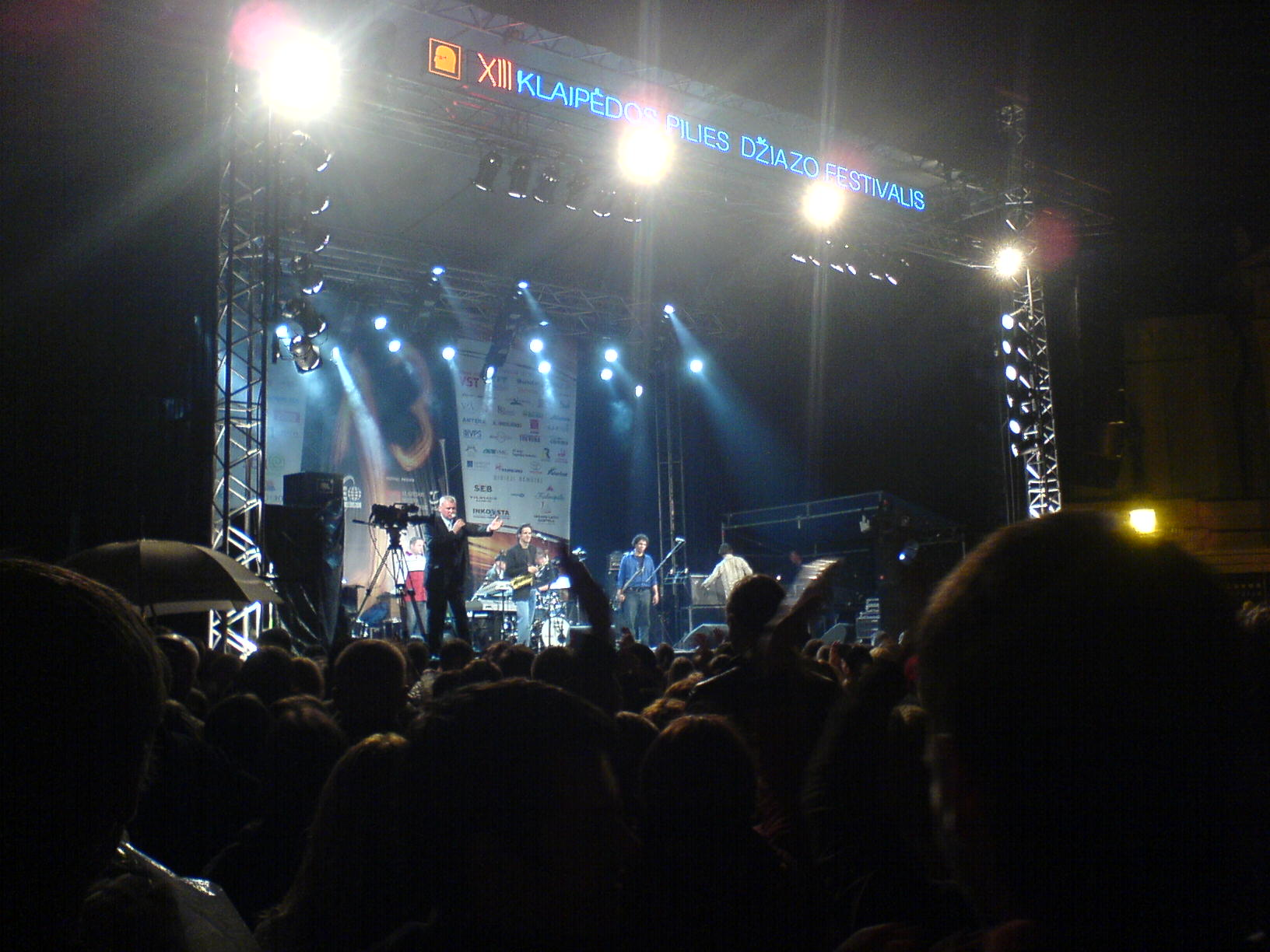
2006

Das Klaipėda Castle Jazz Festival ist ein Musikfestival in der litauischen Hafenstadt Klaipėda. Es findet seit 1994 im Juni oder Juli in den Ruinen der Burg Klaipėda statt. Durch die Nacht gibt es traditionell eine Jamsession.  Die Konzerte sind kostenlos und ziehen jedes Jahr über 20.000 Festivalbesucher an.

## Teilnehmer
Unter internationalen Künstlern waren unter anderem Maynard Ferguson, Toots Thielemans, Billy Cobham Culture Mix, Mike Mainieri, Victor Bailey, Chico & the Gypsies, Soweto Kinch, Alex Wilson, Nikki Yeoh.